# コンカラー (戦艦)
コンカラー (HMS Conqueror) はイギリス海軍の戦艦。オライオン級。

## 艦歴
1910年4月5日起工。1911年5月1日進水。1912年12月1日就役。
第一次世界大戦時コンカラーはグランドフリートの第2戦艦戦隊に所属しており、1916年5月31日にユトランド沖海戦に参加している。
しかし、コンカラーは機関不調のため、20ノットしか出せなかったため、後続する僚艦のサンダラーに必要であれば追い越すような指令が出されていた。
夜間に距離11000mからケーニヒ級戦艦に3斉射したものの、命中弾は得られなかった。
その後、本隊を逃がすための時間稼ぎとして接近してきた独第3、第6、第9駆逐戦隊に遭遇、先の交戦と併せて、主砲弾57発を放つも、いずれも命中せず、海戦中は終始無傷であった。
ワシントン海軍軍縮条約によりコンカラーは1921年に退役し、スクラップとして売却された。